# ABN AMRO World Tennis Tournament 2015
ABN AMRO World Tennis Tournament 2015 byl tenisový turnaj pořádaný jako součást mužského okruhu ATP World Tour, který se hrál v aréně Ahoy Rotterdam na krytých dvorcích s tvrdým povrchem. Konal se mezi 9. až 15. únorem 2015 v nizozemském Rotterdamu jako 43. ročník turnaje.
Turnaj s rozpočtem 1 600 855 eur patřil do kategorie ATP World Tour 500. Nejvýše nasazeným hráčem ve dvouhře se stal skotský čtvrtý hráč světa Andy Murray. Singlový titul získal čtvrtý nasazený Stan Wawrinka, když ve finále porazil obhájce trofeje Tomáše Berdycha. Oba si tak vyměnili sedmou a osmou pozici na žebříčku ATP. Deblovou soutěž opanovala dvojice Jean-Julien Rojer a Horia Tecău.
Vozíčkářskou část vyhrál ve dvouhře Argentinec Gustavo Fernández a ve čtyřhře francouzsko-britský pár Stéphane Houdet a Gordon Reid.

## Distribuce bodů a finančních odměn

### Distribuce bodů
| Soutěž  | vítězové | finalisté | semifinalisté | čtvrtfinalisté | 16 v kole | 32 v kole | Q3 | Q2 | Q1 |
| ------- | -------- | --------- | ------------- | -------------- | --------- | --------- | -- | -- | -- |
| dvouhra | 500      | 300       | 180           | 90             | 45        | 0         | 20 | 10 | 0  |
| čtyřhra | 500      | 300       | 180           | 90             | 0         |           |    |    |    |

### Finanční odměny
| dvouhra                                     | €305 000 | €137 550 | €65 150 | €31 440 | €16 030 | €8 820 |
| čtyřhra                                     | €90 150  | €40 660  | €19 170 | €9 270  | €4 750  |        |
| částka v deblových soutěžích uváděna na pár |          |          |         |         |         |        |

## Mužská dvouhra

### Nasazení
| Stát                         | Hráč                  | ATP | Nasazení |
| ---------------------------- | --------------------- | --- | -------- |
| Spojené království           | Andy Murray           | 4.  | 1.       |
| Kanada                       | Milos Raonic          | 6.  | 2.       |
| Česko                        | Tomáš Berdych         | 7   | 3        |
| Švýcarsko                    | Stan Wawrinka         | 9.  | 4.       |
| Bulharsko                    | Grigor Dimitrov       | 11. | 5.       |
| Lotyšsko                     | Ernests Gulbis        | 13. | 6.       |
| Španělsko                    | Roberto Bautista Agut | 16. | 7.       |
| Francie                      | Gilles Simon          | 19. | 8.       |
| Žebříček ATP k 2. únoru 2015 |                       |     |          |

### Jiné formy účasti
Následující hráči obdrželi divokou kartu do hlavní soutěže:
- Robin Haase
- Jesse Huta Galung
- Alexander Zverev

Následující hráči postoupili z kvalifikace:
- Andrej Kuzněcov
- Nicolas Mahut
- Paul-Henri Mathieu
- Édouard Roger-Vasselin
  -  Tobias Kamke – jako šťastný poražený

### Odhlášení
před zahájením turnaje
- Marin Čilić → nahradil jej João Sousa
- Jerzy Janowicz (nemoc) → nahradil jej Tobias Kamke
- Jo-Wilfried Tsonga → nahradil jej Simone Bolelli

### Skrečování
- Julien Benneteau

## Mužská čtyřhra

### Nasazení
| Stát                                                                                  | Hráč              | Stát      | Hráč                   | ATP | Nasazení |
| ------------------------------------------------------------------------------------- | ----------------- | --------- | ---------------------- | --- | -------- |
| Francie                                                                               | Julien Benneteau  | Francie   | Édouard Roger-Vasselin | 12. | 1.       |
| Španělsko                                                                             | Marcel Granollers | Španělsko | Marc López             | 19. | 2.       |
| Nizozemsko                                                                            | Jean-Julien Rojer | Rumunsko  | Horia Tecău            | 26. | 3.       |
| Indie                                                                                 | Rohan Bopanna     | Kanada    | Daniel Nestor          | 31. | 4.       |
| Žebříček ATP k 2. únoru 2015; číslo je součtem žebříčkového postavení obou členů páru |                   |           |                        |     |          |

### Jiné formy účasti
Následující páry obdržely divokou kartu do hlavní soutěže:
- Andre Begemann /  Robin Haase
- Jesse Huta Galung /  Glenn Smits

Následující páry postoupily z kvalifikace:
- Colin Fleming /  Jonathan Marray
  -  Jamie Murray /  John Peers – jako šťastní poražení

### Odhlášení
před zahájením turnaje
- Gilles Müller (nemoc)

v průběhu turnaje
- Julien Benneteau

## Přehled finále

### Mužská dvouhra
- Stan Wawrinka vs.  Tomáš Berdych, 4–6, 6–3, 6–4

### Mužská čtyřhra
- Jean-Julien Rojer /  Horia Tecău vs.  Jamie Murray /  John Peers, 3–6, 6–3, [10–8]